# Ропство у 21. веку
Савремено ропство, познато као и модерно ропство или нео-ропство, односи се на институционално ропство које наставља да постоји у данашњем друштву. Процене броја робова данас крећу се од око 21 милиона до 70 милиона, у зависности од начина коришћен за процену и дефиниције ропства који је коришћен.

## Дефиниција
Канцеларија за надзор и борбу против трговине људима, агенција америчког државног одељења, каже да се модерно ропство и трговина људима користе као кровни термини за чин регрутовања, скривања, транспоротвања, обезбеђивања или прибављања особе за принудан рад или рекламне сексуалне радње кроз употребу силе, преваре или принуде. Поред ових, различити други термини су коришћени у Америчком федералном Закону заштити жртава трговине људима и насиља из 2000. године и Протоколу о спречавању, сузбијању и кажњавању трговине људима,посебно женама и децом, укључујући невољно служење, ропство, праксе сличне ропству, дужничко ропство и присиљен рад.
Према америчком пофесору Кевину Балесу, суоснивачу и бившем председнику организације Ослободити робове, модерно ропство се јавља када је особа под контролом друге особе која примењује насиље и силу да одржава ту контролу, и циљ те контроле је експлоатација. Према овој дефиницији, истраживања из '' Темељ слободног хода'' базираног на Глобалном индексу ропства 2016 процењује да је било око 70 милиона робова широм света у 2016. години са 58% њих који живе у топ пет земаља - Индија, Пакистан, Кина, Бангладеш и Узбекистан. Од ових 45,8 милиона, процењује се да су око 10 милиона ових савремених робова деца. Балес упозорава да, пошто је ропство званично укинуто свуда, је пракса илегална, и тако више скривена од јавности и власти. Овим се чини немогућим добити тачне личности из примарних извора. Најбоље што се може добити је процена базирана на секундарним изворима, као што су УН истраживања, новински чланци, владини извештаји, и личности невладиних организација.

## Узроци
У робовском раду, робовласник само треба да плаћа за одржавање и спровођење. Ово је понекад ниже од трошка плата слободних радника, као слободни радници зараћују више од издржавања; у овим случајевима, робови имају позитивну цену. Када цена одржавања и спровођења прекорачи износ плате, робовласник неће више бити профитабилан, и власници ће једноставно ослободити своје робове. Робови су тако пожељнија инвестиција у високо платном окружењу, и окружењу где је спровођење јефтино, и мање атрактивно, у окружењу где је трошак плате нижи а спровођење скупље.
Слободни радници такође зарађују надокнадну разлику, при чему су плаћени више за обављање непријатних ствари. Ни цена одржавања ни спровођења се не подиже са непријатношћу посла, међутим, трошак робова се не диже по истом износу. Као такви, робови су много пожељнији за непријатан посао, а мање за пријатан посао. Зато што непријатност послом није интернализован, бити ношен од стране роба радије него власника, то је негативна екстернализација и доводи до прекомерне употребе робова у оваквим ситуацијама. Робови такође могу бити присиљени на илегалне послове, као што су џепарење и производња канабиса.
Модерно ропство може бити прилично профитабилно и корумпиране владе прећутно допуштају то упркос што је то забрањено међународним уговорима као што је Допунска конвенција о укидању ропства и локални закони. Укупни годишњи приходи трговца људима је процењена у 2004. години у домету од 5 билиона америчких долара до 9 билиона америчких долара. Ипак профит је суштински нижи. Амерички робови у 1809. години су били продавани за око еквивалентно 40.000 америчких долара данас. Данас се роб може купити за 90 америчких долара. Регрутовање деце војника од стране неких влада се често виђена као облик владиног одобреног ропства.
Модерно ропство је често виђено као продукт сиромаштва. Земље које немају образовање, економске слободе, владавину закона и имају сиромашну социјалну структуру могу да створе окружење које гаји прихватање и ширење ропства.
Професор Ремингтон Крафорд III са универзитета Торонто је рекао:
''Ропство је нешто што је увек са нама. Морамо да га држимо на погледу и размишљамо о томе кад купујемо нашу одећу, да преисптујемо одакле долазе. Владе и извршни директори морају пажљивије да размишљају о томе шта раде и шта нехотице подржавају.''

## Типови

### Ропство по пореклу и покретно ропство
Ропство по пореклу, познато и као покретно ропство, је облик најчешће повезиван са речју ''ропство''. У покретном ропству, поробљена особа се сматра личним власништвом неког другог, и обично може бити купљена и продана. Историјски извире или из освајања, где је освојена особа поробљена као у Римском царству или Османском царству, или из ропских рација, као у Атлантској трговини робљем или Арапској трговини робљем. У 21. веку скоро свака земља има легално укинуто покретно ропство.
Од Цивилног рата 2014. годину у Либији, и накнадног прекида реда и закона, било је извештаја о поробљеним мигрантима продаваних у јавности, отвореним тржиштима робова у земљи.
Мауританија има дугачку историју ропства. Покретно ропство је формално створено илегално у земљи али је закон против тога био у великој мери не извршен. Процењује се да су око 90.000 људи ( преко 2% мауританске популације) робови. Додатно, присиљени бракови и дечија проституција нису криминализовани.
Дужничко ропство такође може бити пренето на на потомке, као покретно ропство. Погледај одељак о дужничком ропству испод за више информација о томе. Сексуални робови у модерном свету су уобичајно ефективно покретни, посебно када су присиљени на проституцију. Погледај одељак о сексуалном ропству за више информација.

### Присилни рад владе и регрутација
У Северној Кореји влада присиљава многе људе да раде за државу, споља и унутар Кореје саме, понекад на много година. Глобални индекс ропства 2018 процењује да су 2,8 милиона људи били робови у земљи. Вредност свог обављеног посла у Северној Кореји за владу је процењен на  975 милиона америчких долара, са dulgyeokdae (младим радницима) присиљене да раде опасне коструктивне послове, и inminban( жене и девојчице раднице) присиљене да праве одећу у sweatshops. Радници често нису плаћени. Додатно, армија Северне Кореје од 1,2 милиона војника се тера да ради конструктивне пројекте не везано за одбрану.
У Еритреји се проценило да је 300 хиљада до 400 хиљада људи у неограниченом војном року што представља масовно ропство, према УН истраживачима. Њихови извештаји такође проналзе и сексуално ропство и друге присилне радње.
Око 35- 40 земаља тренутно спроводи војну регрутацију неке врсте, чак и привремени рок.

### Затворски рад
У кинеском систему затворског рада ( раније зван laogai ), милиони затвореника су били под присилним, неплаћеним радом. Laogai систем се процењује да је тренутно кућа између 500 хиљада и 2 милиона затвореника, и да су проузроковали 10 милиона смрти. Паралелно са laogai, Кина је управљала са мањим поновним школовањем кроз радни систем затвора све до 2013. године. Као додатак на оба, наводи се да је Кина такође управљала принудним радним логорима у Ксињиангу, хапшење стотину хиљада( могуће чак и милион), Муслимана, Ујгура и других етничких мањина и политичких протестаната.
У почетку Кина је порицала ово, тврдећи да није било потискивања етничких мањина, ни произвољног притвора или центара поновног школовања у Ксињиангу. Кина се вратила на ово, док је влада Ксињианга формално легализовала затвор.
У 1865. години Сједињене Америчке Државе су усвојиле 13. амандман на устав Сједињених Америчких Држава, који забрањује ропство и присилно служење, изузев као казна за злочине, чиме је странка уредно осуђена, пружањем правне основе за наставак ропства у земљи. Од 2018. године многи затвореници обављају посао. У Тексасу, Џорџији, Алабами и Арканзасу нису уопште плаћени за свој посао. У другим државама, од 2011. године, затвореници су били плаћени између 0,23 и 1,5 долара по сату. Федералне затворске индустрије су плаћале затворенике просечно 0,90 долара по сату у 2017. години. У многим случајевима казнени посао је принуђен, са затвореницима кажњаваним самицом, ако одбију да раде. Од 2010. до 2015. године, и поново у 2016. и 2018. години, неки затвореници у САД су одбили да раде, протестујући за бољу плату, услове, и за окончање присилног рада. Вође штрајка су тренутно кажњене са неограниченим војним затвором. Присилни затворски рад се јавља у оба, и јавно/ владино водећим затворим и у приватним затворима. Индустрије присиљеног затворског рада зарађује 1 билион америчких долара по години продајући производе које затвореници праве, док су затвореници врло мало плаћени или нису уопште. У Калифорнији 2,500 затворених радника се бори против пожара за само 1 долар по сату, што спашава државу чак 100 милиона долара годишње.
У Северној Кореји, стотину хиљада затвореника може бити држано у присилним радним логорима. Затвореници пате у окрутним условима и приморани су да копају сопствене гробове, и да бацају камење на мртво тело другог затвореника. У Јодок концетрационом логору, деца и политички затвореници су били подвргнуту присилном раду. Јодок је затворен 2014. године и његови затвореници су били пребачени у други затвор.

### Обвезан рад
Милиони људи данас раде као обвезни радници. Циклус почиње када људи узимају екстремне кредите испод услова за који они раде за дуг. Кредит је дизајниран да никад не може да се исплати и обично се преноси генерацијама. Овај облик ропства је претежан у јужној Азији. Људи постају заробљени у том систему рада наизглед према отплати, иако су често присиљени да раде далеко више од првобитног износа који дугују. Раде под присилом претњи и злостављања, њихова беспомоћност је појачана због велике разлике у моћи између повериоца и дужника.

### Присилан мигрантски рад
Људи могу бити примамљени да мигрирају због обећања посла, само да би им документи били заплењени и присиљени да раде под претњом насиља над њима и њиховим породицама. Имигранти без докумената се такође могу искористити; без легалног пребивалишта, често немају право на закон. Заједно са сексуалним ропством, ово је облик ропства најчешће присутан у богатим регионима, као у САД, Западној Европи и на Блиском истоку.
У Уједињеним Арапским Емиратима, неки страни радници су експлоатисани и мање-више поробљени. Већина становника популације Уједињених Арапских Емирата су страни мигрантски радници радије него локални грађани Емирата. Земља има Кафалски систем, што везује мигрантске раднике за локалне Емиратске спонзоре са врло мало владиног надзора. Ово често води присиљеном раду и трговини људима. У 2017. години Уједињени Арапски Емирати су усвојили закон о заштити права домаћих радника.
Вијетнамски тинејџери су продани у Уједињено Краљевство и присиљени да раде на илегалним фармама канабиса. Када је полиција претресла фарму канабиса, ове жртве трговине људима су типично послате у затвор.

### Сексуално ропство
Заједно са мигрантским ропством, присиљена проституција је облик ропства најчешће присутан у богатим регионима, као у САД, западној Европи и на Блиском истоку. То је примарни облик ропства у Западној Европи и Југоисточној Азији, конкретно у Молдавији и Лаосу. Многа деца сексуални робови су тргована са ових подручја на Запад и Блиски исток. Процењено је 22% активних робова у секс индустији до данас.
У 2005. години Гулф Тајмс је извештавао да су дечаци из Непала били намамљени у Индију и поробљени за секс. Многи од ових дечака су били подвргнути сакаћењу гениталија.

### Присиљени брак и дечији брак
Углавном вођен културом у одређеним регионима, рани или приморани брак је облик ропства који задешава милионе жена и девојчица широм света. Када породице не могу да издржавају своју децу, ћерке се често удају са мушкарце, богатијих и моћнијих породица. Ови мушкарци су обично знатно старији од девојчица. Жене су присиљене на живот чија је главна сврха да служе своје мужеве. Ово често узгаја окружење за физичко, вербално и сексуално злостављање.
Присиљени бракови се такође дешавају у развијеним нацијама. У Уједињеном Краљевству је било 3,546 пријава полицији за присилни брак током три године од 2014. до 2016. године. Пријављени случајеви су само врх леденог брега.
У САД преко 200 хиљада малолетница су биле легално удате од 2002-2017. године, са најмлађом од 10 година. Већина се удало за одрасле. Тренутно, 48 држава Америке, такође Дистрикт Колумбије и Порторико допуштају брак малолетница све док постој судски пристанак, родитељски пристанак или ако је малолетница трудна. У 2017- 2018. године, неколико држава је почело да усваја законе или да ограничи дечији брак или да га забрани комплетно.
Куповина младе је чин куповине младе као имовине, у сличном маниру покретног ропства. Може такође да се односи на трговину људи.

### Дечији рад
Деца чине око 26% робова данас. Многа су домаћи радници или раде у какао, памук, или рибарским индустријама. Многа су продана и сексуално експлоатисана. У ратним земљама, деца су била киднапована и продата политичким партијама ка користе као деца војници. Присиљен дечији рад је најдоминантнији вид ропства у Хаитију.

### Рибарске индустрије
Један од највећих светских извозника хране, Тајландска рибарска индустрија је испуњена трговином људи и злостављањем. Многи извештаји из 2000. године имају документован присилан рад радника као жртве трговне људима у Таи рибарској индустрији. Хиљаду миграната из комшилука Камбоџе, Лаоса, Вијетнама итд. и локалних из сеоских предела су били присиљени да раде на рибарским чамцима, без уговора или стабилне плате. Жртве трговине људима су често преварене брокерским лажним обећањима о добром фабричком послу, а онда присиљени на рибарске чамце где су заробљени, купљени и продани као стока, и држани против своје воље месецима или годинама, присиљени да раде исцрпљујуће 22 сата на дан у опасним условима. Они који пруже отпор или покушају да побегну су тучени, мучени и често убијани.

## Занимања
Додатак сексуалном ропству, модерни робови су често присиљени да раде у одређеним занимањима:
- Послови на нижим зградама, као полагање прилаза и други послови[35]
- Узгајање канабиса - Тинејџери као жртве трговине људима из Вијетнама да раде на илегалним фармама канабиса у Британији
- Ручно прање аутомобила[35]
- Домаћинство, понекад као сексуална експлоатација[35]
- Салони за нокте ( козметика), многе жртве су купљене из Вијетнама да раде у Британији[35]
- Риболов, углавном повезано са Тајландском индустријом морске хране[36]
- Производња - многи затвореници у САД су приморани да производе разнолике производе као што су душеци, наочаре, доњи веш, саобраћајни знакови и оклопи за тело
- Пољупривреда и шумарство  - Затвореници у САД и Кини су често присиљени да раде послове на фарми и шумарске послове
- У Северној Кореји dulgyeokdae ( млади радници) су често присиљени да раде на конструкцији а inminban ( жене радници) раде на одећи у sweatshops.[16]

Знакови да је неко можда присиљен на ропство укључује недостатак личних докумената, личних ствари, одећа која је неодговарајућа или је много похабана, лоши животни услови, непријатност да се прави контакт очима, недостатак жеље да се прича и потражи помоћ. У Ујединњеном Краљевству људи се охрабрују да пријављују сумње на модерно ропство телефонском линијом за помоћ.

## Трговина људима
Уједињене нације су дефинисале трговину људима на следећи начин:
Регрутовање, транспортовање, пренос, скривање или примање особа, помоћу претњи или употребе силе или других облика присиле, од отмица, од превара, од обмана, од злостављања, моћи или од позиције рањивости, или од давања и добијања наплата или бенефиција за остваривање сагласност лица које контролише друго лице, за сврхе експлоатација. Експлоатација би требало да укључује, минимум, експлоатација проституције других, или других облика сексуалне експлоатације, присилни послови или услуге, ропство или праксе сличне ропству, служење или уклањање органа.
Према подацима Одељењу држава Сједињених Држава, процењено је 600 хиљада до 820 хиљада мушкараца, жена, и деце који су продани преко међународних граница сваке године, просечно је 70% жена и девојака од којих је 50% малолетница. Подаци такође илуструју да је већина транснационалних жртава продано у рекламну сексуалну експлоатацију. Ипак, забрињавајуће поробљавање људи у сврхе радне експлоатације, често у сопственој земљи, је облик трговине људима који може бити тешко пратити издалека. Процењује се да је 50 хиљада људи продано сваке године у САД.

## Владини напори против ропства
Владе којима је приписан најјачи одговор на модерно ропство су Холандија, САД, УК, Шведска, Аустралија, Португалија, Хрватска, Шпанија, Белгија, Немачка и Норвешка. У Уједињеном Краљевству влада је успоставила већину реформи у легалном систему кроз Кривично финнсијски акт активан од 30. септембра 2017. године. Под актом, биће транспарентност у вези са разменом међубанкарских информација са агенцијама за спровођење закона да би помогле у разбијању агенција за прање новца повезане са савременим ропством. Акт такође циља на редукцију инцидената утаје пореза приписаном уносној продаји робова спроведеној у домену закона. Упркос овом, влада Уједињеног Краљевства одбија азил и депортовање деце продане у Уједињено Краљевство као робове. Ово ставља децу ризику да буду подвргнута контроли робовских банди по други пут. Ово такође спречава дечије жртве да дођу до информација.
Енглеска и Велшка полиција је оптужена за премало обављања посла, и не вођење жртава на начин да их охрабрују да кажу шта се десило. Постоје такође правне потешкоће у дефинисању злочина и кривично гоњење починилаца.
У уговору, владе оптужене за преузимање најмање акције поводом тога су Северна Кореја, Иран, Еритреја, Екваторијална Гвинеја, Хонгконг, Централноафричка Република, Папуа Нова Гвинеја, Гвинеја, Демократска Република Конго.

## Статистике
Модерно ропство је индустрија од више милијарди долара са проценом од око 35 билиона долара на годишњем нивоу. У 2013. години Уједињене нације су процениле на грубо да је тренутно 27 до 30 милиона појединаца ухваћено у индустрији трговине робљем. Према '' Ходајте слободним темељима'', постојало је 46 милиона људи широм света поробљених у 2016. години у виду трговине људима присиљених на рад, ропство од задуживања, присиљени или покорни брак или рекламна сексуална експлоатација, са процењених 18 милиона овога у Индији. Кина је на другом месту са 3,4 милиона, прати је Пакистан (2,1 милиона), Бангладеш (1,5 милиона) и Узбекистан (1,2 милиона). По проценту популације која живи у ропству Узбекистан је водећи са 4% популације која живи по роптвом, праћен Камбоџом (1,6%), Индија (1,4%), Катар (1,4%). Мада су се ове бројке суочиле са критикама због своје недоследности и упитности метода.
4,3% популације Мауританије је и даље остало поробљено. Упркос што је илегално у свим земљама, ропство је и даље присутно у неким облицима данас. 
Ропство такође постоји у напредним демократским земљама, нпр. Уједињено Краљевство где Кућна Канцеларија процењује 10 хиљада до 13 хиљада жртава у децембру 2015. године. То укључује присила рад разних врста, као што је присилна проституција. Уједињено Краљевство је скоро направило покушај сузбијања модерног ропства путем акта модерног ропства 2015. Велике рекламне организације су сада обавезне да објаве изјаве о ропству и трговини људима у вези са њиховим ланцима снабдевања за сваку финансијску годину. ” Ходајте слободним темељима” извештавала је да је ропство у  2018. години у напредним демократским земљама много чешће него раније, конкретно у САД и Великој Британији, које имају 403 хиљаде и 136 хиљаде робова. Андру Форест, оснивач организације, каже да је САД једна од најнапреднијих земаља на свету а опет има преко 400 хиљада модерних робова који раде под присилним радним условима.